# 300854 Changyuin
300854 Changyuin este o planetă minoră (asteroid) din centura de asteroizi. A fost descoperită pe 28 decembrie 2007 la Lulin Observatory⁠(d) de . 
Obiectul prezintă o orbită caracterizată de o semiaxă mare de 3,1335480987283 UAi, o excentricitate de 0,042028922275173, o înclinație de 7,9473209869874 ° în raport cu ecliptica.